# Macromitrium pallidum
Macromitrium pallidum är en bladmossart som beskrevs av Roelof J.van der Wijk och Margadant 1960. Macromitrium pallidum ingår i släktet Macromitrium och familjen Orthotrichaceae. Inga underarter finns listade i Catalogue of Life.